# Championnats du monde de cyclisme sur route 1949
Navigation
Valkenburg 1948 Moorslede 1950
Les championnats du monde de cyclisme sur route 1949 ont eu lieu le 21 août 1949 à Copenhague au Danemark.

## Résultats
| Épreuves :                          | Or                           | Or              | Argent                | Argent | Bronze               | Bronze |
| Professionnels                      |                              |                 |                       |        |                      |        |
| Hommes - course en ligne            | Rik Van Steenbergen Belgique | 7 h 34 min 44 s | Ferdi Kübler Suisse   | m.t.   | Fausto Coppi Italie  | m.t.   |
| Amateurs                            |                              |                 |                       |        |                      |        |
| Hommes - amateurs - course en ligne | Henk Faanhof Pays-Bas        | -               | Henri Kass Luxembourg | -      | Huub Vinken Pays-Bas | -      |

## Tableau des médailles
| Rang  | Nation     | Or | Argent | Bronze | Total |
| ----- | ---------- | -- | ------ | ------ | ----- |
| 1     | Pays-Bas   | 1  | 0      | 1      | 2     |
| 2     | Belgique   | 1  | 0      | 0      | 1     |
| 3     | Suisse     | 0  | 1      | 0      | 1     |
| 3     | Luxembourg | 0  | 1      | 0      | 1     |
| 5     | Italie     | 0  | 0      | 1      | 1     |
| Total | Total      | 2  | 2      | 2      | 6     |